# Dick’s Picks Volume 4
Dick’s Picks Volume 4 ist ein Live-Dreifachalbum der Band Grateful Dead.

## Geschichte
Das Album wurde bei Auftritten am 13. und 14. Februar 1970 in Bill Grahams Fillmore East in New York City aufgenommen und am 1. März 1996 veröffentlicht. Zum selben Zeitpunkt spielten auch The Allman Brothers Band und Love im Fillmore East. Am 11. Februar traten sie ebenfalls auf, die Mitschnitte wurden jedoch nicht fürs Album verwendet.
Nachdem Dick’s Picks Volume 3 das erste Einzelalbum der Dick’s Picks-Serie ist, ist Dick’s Picks Volume 4 das erste Dreifachalbum der Reihe. Es ist ebenfalls das erste Album, auf dem das Lied Mason’s Children zu hören ist.
Zeitlich sind die Aufnahmen zum Album Workingman’s Dead zu sehen. Einige der Songs dieser Auftritte sind auf dem Album History of the Grateful Dead, Vol. 1 (Bear’s Choice) zu hören, da auch hier Aufnahmen von diesen beiden Tagen verwendet wurden.
Grateful Dead teilte ihre Konzerte in mindestens zwei Sets auf; einen akustischen und mindestens einen elektrischen. Die Auftritte im Fillmore East bestanden aus einem kurzen elektrischen, einem akustischen und aus einem langen elektrischen Part plus einer Zugabe. Dick’s Picks Volume 4 beinhaltet jeweils das dritte Set der beiden Tage und zwei weitere Songs.
Bei einer Umfrage wurden die Bootlegs vom 13. Februar zu den Zweitbesten und die vom 14. Februar auf den siebzehnten Platz gewählt. Die Bootlegs zum Auftritt am 8. Mai 1977 in der Barton Hall in der Cornell University (Ithaca) erreichten den ersten Platz. Auch die Versionen von Dark Star, The Other One und Turn On Your Love Light vom 13. Februar wurden jeweils auf den ersten Platz gewählt.
Rund 14 Minuten von dieser Dark Star Version wurden von John Oswald für das Album Grayfolded verwendet. Die bearbeitete Version nennt sich 73rd Star Bridge Sonata und befindet sich auf der zweiten CD namens Mirror Ashes.
Der Name Dick’s Pick stammt vom offiziellen Aufnahmearchivist der Band Dick Latvala, der die Serie startete und die Songs dazu auswählte.

Wie die bisherigen Alben der Dick’s Pick-Serie ist auch dieses mit einer Caveat-emptor-Warnung versehen:

„This compact disc has been digitally remastered directly from the original half track 7.5 ips analog tape. It is a snapshot of history, not a modern professional recording, and may therefore exhibit some technical anomalies and the unavoidable effects of the ravages of time.“

## Kritik
Dick’s Picks Volume 4 erhielt vom Rolling Stone, All Music Guide und The Music Box jeweils 5 von 5 Sternen.
Das Konzert gilt als eines der besten, die Grateful Dead gaben.

## Trackliste

### CD1
1. Introduction (Zacherle) – 1:51
2. Casey Jones (Garcia, Hunter) – 4:29
3. Dancing in the Street (William Mickey Stevenson, Marvin Gaye, Ivy Jo Hunter) – 9:30
4. China Cat Sunflower (Garcia, Hunter) – 5:09
5. I Know You Rider (traditionelles Lied) – 5:04
6. High Time (Garcia, Hunter) – 6:51
7. Dire Wolf (Garcia, Hunter) – 4:23
8. Dark Star (Garcia, Hart, Kreutzmann, Lesh, McKernan, Weir, Hunter) – 29:41

### CD 2
1. That’s It for the Other One (Grateful Dead) – 30:07
2. Turn On Your Love Light (Dreadric Malone, Joseph Scott) – 30:27

### CD 3
1. Alligator (Lesh, McKernan, Hunter) – 3:55
2. Drums (Hart, Kreutzmann) – 12:31
3. Me and My Uncle (Phillips) – 3:14
4. Not Fade Away (Buddy Holly, Norman Petty) – 13:56
5. Mason’s Children (Garcia, Lesh, Weir, Hunter) – 3:53
6. Caution (Do Not Stop On Tracks) (Grateful Dead) – 14:25
7. Feedback (Grateful Dead) – 8:40
8. We Bid You Goodnight (traditionelles Lied) – 2:00